# Callistenia

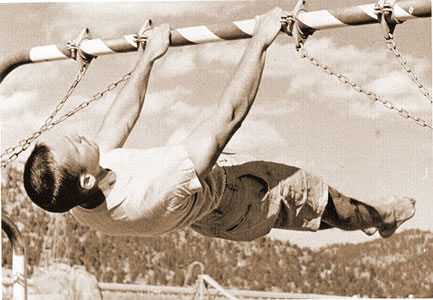
Il front lever, una delle abilità della callistenia, isometria di tirata. Un front lever full richiede una forza molto significativa nel gran dorsale e nell'addome come stabilizzatore, oltre a un significativo condizionamento di gomiti e scapole.

La callistenia (in inglese calisthenics o callisthenics) è una serie di discipline sportive che utilizzano il peso del corpo come resistenza per sviluppare l'armonia e la forza del corpo. Il termine deriva dal greco antico: κa[λ]λóς?, ka[l]lós ("bello, armonioso") e σθένος, sthénos ("forte"). Spesso nell'allenamento di strada, anche per praticità, si utilizzano attrezzi per esercizi callistenici.
La callistenia prevede il raggiungimento di abilità atletiche a corpo libero con il supporto di strutture come sbarre, parallele e anelli della ginnastica ed eventualmente di pesi (chiamati perlopiù zavorre), usati come sovraccarico al proprio peso corporeo. Tipicamente la callistenia si divide in allenamenti e discipline volte al potenziamento della forza massimale della resistenza, delle abilità isometriche e dinamiche, o delle evoluzioni libere dinamiche alla sbarra.
La callistenia viene inoltre spesso associata all'allenamento funzionale, con la finalità del raggiungimento di prestazioni atletiche di vario genere (forza, flessibilità, equilibrio) o l'incremento della massa muscolare.

## Etimologia

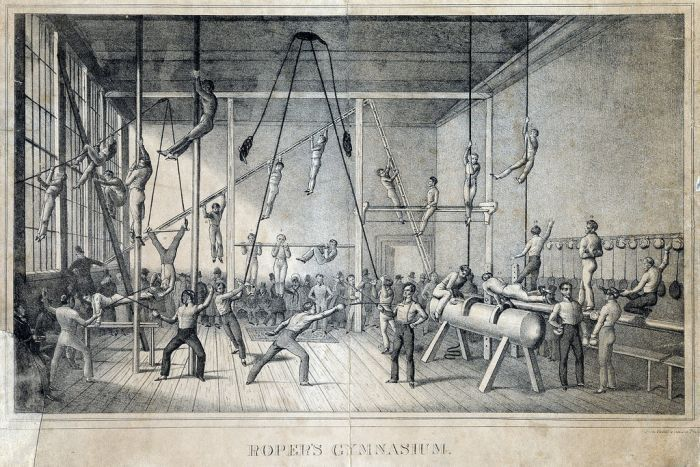
La palestra di Roper, Filadelfia, circa 1831

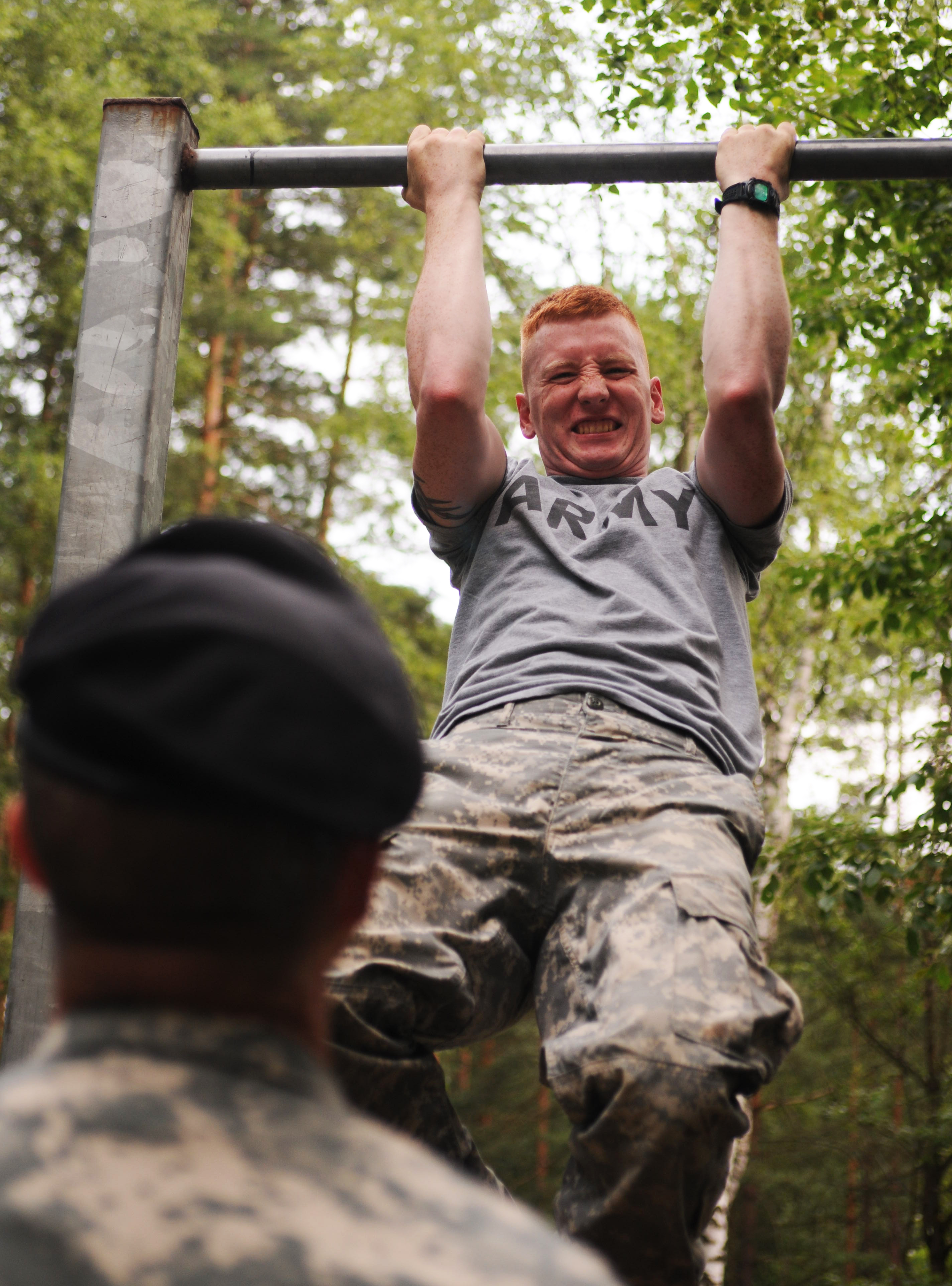
Trazioni alla sbarra a presa inversa (chin-ups alla sbarra)

La parola venne coniata in Francia come calisthenie, corrispondente all'italiana callistenia formata sul modello del francese, ed è una latinizzazione costruita a partire dalle parole greche καλός (kalós) che significa 'bello', e σθένος (sthénos), che significa 'forza'. Il termine callistenia designava originariamente un tipo di ginnastica femminile, il quale aveva lo scopo di sviluppare il fisico e promuovere movimenti aggraziati. Il termine italiano deriva dal francese calisthenie.

## Storia e diffusione
La reciproca influenza e le somiglianze tra varie tipologie di attività fisica e l'ampia gamma di esercizi e di livelli di difficoltà che possono rientrare nella definizione di ginnastica callistenica rendono complesso e forse anche controverso delineare brevemente un quadro storico corretto.
Partendo dalle pratiche ginniche degli atleti dell'antica Grecia e da quelle dei soldati, ha ricevuto influenze a partire dai primi decenni del 1800 da parte di personaggi quali il pedagogista tedesco Friedrich Ludwig Jahn (considerato il padre della ginnastica artistica agli attrezzi), il medico svedese Pehr Henrik Ling (considerato il padre della ginnastica svedese), l'educatrice statunitense Catharine Beecher e l'insegnante francese Georges Hébert (fondatore dell'hebertismo o metodo naturale).
Successivamente il bagaglio tecnico-scientifico di questa disciplina ha potuto arricchirsi delle conoscenze più recenti nell'ambito del fitness, in modo da aggiornarne la pratica e razionalizzarla. La diffusione, a partire dagli anni 2000, avviene in Italia soprattutto grazie a Internet, tramite la condivisione su YouTube, reti sociali e blog dedicati delle esperienze di allenamento. Negli anni successivi sono stati realizzati vari eventi e gare in varie città italiane, anche a fiere sportive come RiminiWellness.

## Caratteristiche principali

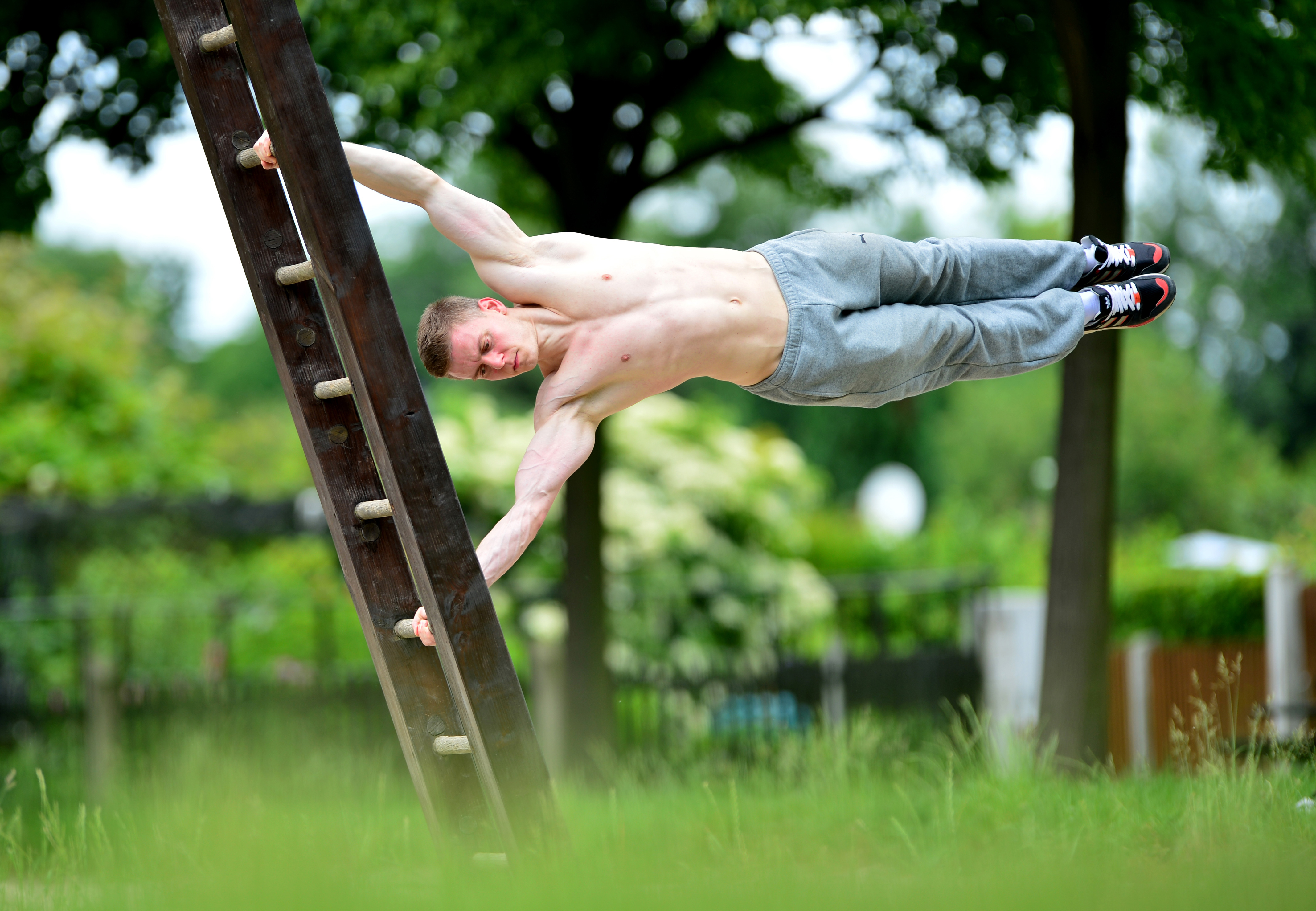
Bandiera

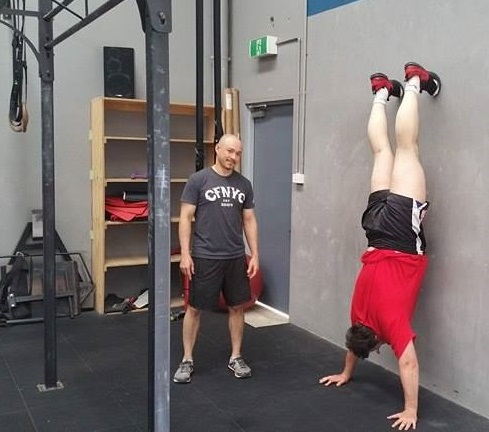
Verticale al muro (può essere svolta anche con la schiena rivolta al muro o senza alcun sostegno)

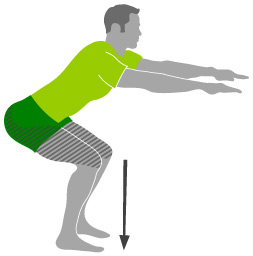
Un esercizio di squat a corpo libero richiede poco spazio e nessuna attrezzatura. Dopo essersi accovacciato, l'esercitatore si alza di nuovo mentre sposta le braccia sui fianchi. L'altezza dello squat può essere regolata più in alto o più in basso a seconda delle esigenze dell'individuo, cioè se è possibile eseguire qualcuno che non è abituato ad esercitare la metà o il quarto squat.

Le caratteristiche distintive della callistenia sono la possibilità di essere praticata con l'ausilio di pochissima o nessuna attrezzatura e di essere adattabile progressivamente a qualsiasi livello atletico. Questo ha portato alla formazione di numerosi gruppi di sportivi amatoriali che si allenano all'aperto nelle spiagge o nei parchi cittadini, usufruendo di strutture pubbliche (allenamento di strada).
La callistenia può essere divisa in due rami:
- potenziamento della forza: esercizi basati sul potenziamento della forza e sul miglioramento del fisico. Esempi sono i piegamenti, le trazioni alla sbarra, i muscle-up, la verticale;
- allenamento dinamico: esercizi spesso basati su movimenti molto veloci, come i 360°. Di solito gli esercizi dinamici sono delle varianti di quello del primo ramo come lo swing 360 (una trazione preceduta da uno swing col fine di girare di 360° quando si è in aria) o i "piegamenti pliometrici".

Di solito viene dapprima allenato il primo ramo al fine di aver la forza necessaria per eseguire i movimenti dinamici del secondo ramo.

## Callistenia cooperativa
Con callistenia cooperativa ci si riferisce ad esercizi callistenici che coinvolgono due o più partecipanti che si aiutano a vicenda nell'esecuzione dell'esercizio. Tali esercizi sono anche noti come esercizi di coppia o esercizi a corpo libero con un compagno. Di solito una persona esegue l'esercizio e l'altra aggiunge resistenza (ad esempio, una persona che esegue squat con qualcuno sulla schiena).

Alcuni esercizi prevedono anche l'uso dell'attrezzatura.

Per esempio, due persone possono aggrapparsi a estremità diverse di una corda e tirare in direzione opposta. Il compagno fornirebbe deliberatamente una quantità minore di resistenza, consentendo all'altro di muoversi attraverso una gamma di movimenti completa mentre la sua muscolatura superiore fa avanzare la corda, di fatto aggiungendo nuova resistenza all'esercizio.
Uno svantaggio di tali esercizi è che può essere difficile misurare quanta resistenza viene aggiunta dal compagno se la si considera a paragone dell'esattezza dei pesi liberi o delle macchine. I vantaggi sono che consentono, con l'ausilio dell'attrezzatura opzionale, l'aggiunta di livelli relativamente elevati di resistenza. Grazie alla reperibilità degli attrezzi necessari gli esercizi di callistenia cooperativa possono essere eseguiti tanto facilmente su un campo da gioco quanto in una palestra. Gli esercizi sono anche abbastanza versatili da consentire loro di essere utilizzati per degli obiettivi di allenamento diversi dalla semplice forza. Ad esempio, uno squat con un compagno può essere trasformato in un esercizio focalizzato sulla potenza, saltando individualmente, con il compagno, o, addirittura, innalzando il compagno sulle proprie ginocchia.